# Frankrigs kolonisering af Amerika
Frankrigs kolonisering af Amerika begyndte i det 16. århundrede og fortsatte de følgende århundreder, da Frankrig etablerede sig som en kolonimagt på den vestlige halvkugle. Frankrig grundlagde kolonier i store dele af det østlige Nordamerika, på flere caribiske øer og i Sydamerika. De fleste kolonier blev udviklet til at eksportere produkter som fisk, ris, sukker og pels.
Som Den Nye Verden blev koloniseret, etablerede franskmændene forter og bosættelser, der senere er blevet til byer som Quebec og Montreal i Canada; Detroit, Green Bay, St. Louis, Cape Girardeau, Mobile, Biloxi, Baton Rouge og New Orleans i USA; og Port-au-Prince, Cap-Haïtien (grundlagt som Cap-Français) på Haiti, Cayenne i Fransk Guyana og São Luís (grundlagt som Saint-Louis de Maragnan) i Brasilien.

## Nordamerika

### Baggrund
Franskmændene ankom først til den nye verden som opdagelsesrejsende, der søgte en rute til Stillehavet og rigdom. Den store franske udforskning af Nordamerika begyndte under kong Frans 1. af Frankrig. I 1524 sendte Frans 1. den italienskfødte Giovanni da Verrazzano ud for at udforske regionen mellem Florida og Newfoundland, for at finde en rute til Stillehavet. Verrazzano gav navnene Francesca og Nova Gallia til området mellem Nyspanien og det engelske Newfoundland og fremmede således franske interesser.

### Kolonisering
Jacques Cartier blev i 1534, af Frans 1. af Frankrig, sendt ud på den første af tre rejser for at udforske Newfoundlands kyst og Saint Lawrence-floden. Han grundlagde Ny Frankrig ved at plante et kors på bredden af Gaspé-halvøen. Franskmændene forsøgte derefter at etablere flere kolonier i hele Nordamerika, men mislykkedes på grund af dårligt vejr, sygdom eller konflikter med andre europæiske magter. Cartier forsøgte at oprette den første permanente europæiske bosættelse i Nordamerika i Cap-Rouge (Quebec By) i 1541 med 400 bosættere, men bosættelsen blev forladt året efter, på grund af dårligt vejr og angreb fra indfødte i området. En lille gruppe franske tropper blev sat på Parris Island, South Carolina i 1562 for at bygge Charlesfort, men forlod øen igen det næste år, da de ikke fik nye forsyninger fra Frankrig. Fort Caroline blev etableret i nutidens Jacksonville, Florida, i 1564, med stod kun et år før det blev ødelagt af spaniere fra St. Augustine. Et forsøg på at bosætte kriminelle fanger på Sable Island ved Nova Scotia i 1598 mislykkedes også efter kort tid. I 1599 blev der oprettet en seksten mand stor handelspost i Tadoussac (i dagens Quebec), hvoraf kun fem mænd overlevede den første vinter. Pierre Du Gua de Monts og Samuel de Champlain grundlagde en kortlivet fransk koloni, den første i Acadia, på øen Saint Croix, i dag en del af staten Maine, som var meget plaget af sygdom, måske skørbug. Året efter blev bosættelsen flyttet til Port Royal, der ligger i Nova Scotia.
Samuel de Champlain grundlagde Quebec i 1608 og udforskede Great Lakes. I 1634 grundlagde Jean Nicolet La Baye des Puants (nutidens Green Bay), som er en af de ældste permanente europæiske bosættelser i Amerika. I 1634 grundlagde Sieur de Laviolette Trois-Rivières. I 1642 grundlagde Paul de Chomedey, Sieur de Maisonneuve, Fort Ville-Marie, der i dag er Montreal. Louis Jolliet og Jacques Marquette grundlagde Sault Sainte Marie (1668) og Saint Ignace (1671) og udforskede Mississippi-floden. René-Robert Cavelier, Sieur de La Salle, etablerede i slutningen af det 17. århundrede et netværk af forter, der gik fra den Mexicanske Golf til Great Lakes og floden Saint Lawrence. Fort Saint Louis blev etableret i Texas i 1685, men blev forladt i 1688. Antoine de la Mothe Cadillac grundlagde Fort Pontchartrain du Détroit (det moderne Detroit) i 1701 og Jean-Baptiste Le Moyne, Sieur de Bienville grundlagde La Nouvelle Orléans (New Orleans) i 1718. Pierre Le Moyne d'Iberville grundlagde Baton Rouge i 1719.
Franskmændene var ivrige efter at udforske Nordamerika, men Ny Frankrig forblev stort set ubefolket. På grund af manglen på kvinder var der hyppige ægteskaber mellem franskmænd og den indfødte befolkning, hvilket skabte grundlaget for Métis-folket. Forholdet mellem franskmændene og de indfødte var normalt fredeligt. Francis Parkman, en amerikansk historiker i 1800-tallet, sagde:
 Den spanske civilisation knuste Indianerne; den engelske civilisation hånede og forsømte dem; den franske civilisation omfavnede og kerede sig om ham.

 — Francis Parkman
For at øge den franske befolkning udstedte kardinal Richelieu en lov der erklærede, at indianere, der konverterede til katolicisme, blev betragtet som "naturlige franskmænd" af en forordning fra 1627:
 Efterkommerne af franskmænd, som er vant til dette land [Ny Frankrig], sammen med alle indianerne, der vil blive bragt Troen og sværge til den, skal blive anset og kendt som naturlige franskmænd, og kan derfor tage til Frankrig og leve hvornår de vil, og erhverve sig, donere, og sejre og acceptere donationer og eftermæler, ligesom sande franske borgere, uden at skulle underskrive nogle neutralitetslove.

Ludvig 14. af Frankrig forsøgte også at øge befolkningen ved at sende cirka 800 unge kvinder, kendt som "Kongens Døtre", til Ny Frankrig. Dog forblev den lave befolkningstæthed et vedvarende problem. I begyndelsen af den franske og den indianske krig (1754–1763) overgik den britiske befolkning den franske 20 mod 1. Frankrig kæmpede i alt seks koloniale krige i Nordamerika (se de fire franske og indiske krige samt Dummers krig og Anglo-Micmac-krigen).

### Fransk Florida
Karl 9. af Frankrig sendte i 1562 Jean Ribault og en gruppe Huguenot-nybyggere, under ledelse af admiral Gaspard de Coligny, i et forsøg på at kolonisere den atlantiske kyst og grundlægge en koloni, der skulle tage navnet Fransk Florida. De opdagede Port Royal Island, som senere kaldes Parris Island i South Carolina, hvorpå han byggede et fort ved navn Charlesfort. Gruppen, ledet af René Goulaine de Laudonnière, flyttede mod syd, hvor de grundlagde Fort Caroline ved Saint John-floden i Florida den 22. juni 1564.
Dette irriterede spanierne, der krævede Florida og modsatte sig de protestantiske bosættere af religiøse grunde. I 1565 ledede Pedro Menéndez de Avilés en gruppe spaniere og grundlagde Saint Augustine, 60 kilometer syd for Fort Caroline. I frygt for et spansk angreb planlagde Ribault at flytte kolonien, men en storm ødelagde pludselig hans flåde. Den 20. september 1565 angreb spanierne, kommanderet af Menéndez de Avilés, og massakrerede alle Fort Caroline-bosætterne, inklusive Jean Ribault.

### Canada og Acadia
Den franske interesse i Canada fokuserede først på fiskeri ud for Grand Banks i Newfoundland. I begyndelsen af det 17. århundrede var Frankrig dog mere interesseret i pelse fra Nordamerika. Tadoussacs pelshandelspost blev grundlagt i 1600. Fire år senere foretog Champlain sin første tur til Canada i en handelsmission for pelse. Selvom han ikke havde noget formelt mandat på denne rejse, tegnede han et kort over Saint Lawrence-floden og skrev, da han vendte tilbage til Frankrig, en rapport med titlen Savages (i forhold til hans ophold i enMontagnais-stamme nær Tadoussac).
Champlain skulle rapportere sine fund til Henrik 4. af Frankrig. Han deltog i en anden ekspedition til Ny Frankrig i foråret 1604, udført under ledelse af Pierre Du Gua de Monts. Ekspeditionen hjalp til grundlæggelsen af en bosættelse på Saint Croix Island, den første franske bosættelse i den Nye Verden, som blev opgivet den følgende vinter. Ekspeditionen grundlagde derefter kolonien Port-Royal.
I 1608 grundlagde Champlain en handelspost for pels, der er blevet til byen Quebec, og som blev hovedstaden i Ny Frankrig. I Quebec indgik Champlain alliancer mellem Frankrig og Huron og Odawa mod deres traditionelle fjender, Irokeserføderationen. Champlain og andre franske rejsende fortsatte med at udforske Nordamerika, med kanoer lavet af bark fra birketræer, så de kunne bevæge sig hurtigt gennem de Store Søer og deres bifloder. I 1634 skubbede opdagelsesrejseren Jean Nicolet sin udforskning mod vest op til Wisconsin. 
Efter kapitulationen af Quebec af Kirke-brødrene, besatte briterne byen Quebec og Canada fra 1629 til 1632. Samuel de Champlain blev taget til fange, og derefter fulgte konkursen af Compagnie de la Nouvelle France. Efter Saint-Germain-en-Laye-traktaten gentog Frankrig besiddelse af kolonien i 1632. Byen Trois-Rivières blev grundlagt i 1634. I 1642 grundlagde angevineren Jérôme le Royer de la Dauversière Ville-Marie (senere Montreal), som på det tidspunkt var et fort som beskyttelse mod Irokeser-angreb (den første store Irokeser-krig varede fra 1642 til 1667).
På trods af denne hurtige ekspansion udviklede kolonien sig meget langsomt. Krige med irokerne og sygdomme var de største dødsårsager i den franske koloni. I 1663, da Ludvig 14. af Frankrig herskerede i Frankrig, var befolkningen i Ny Frankrig kun på 2.500 europæiske indbyggere. For at øge befolkningen sendte Louis XIV det år mellem 800 og 900 'Kongedøtre' til kolonierne, for at blive hustruer til franske nybyggere. Befolkningen i Ny Frankrig nåede derefter 7.000 i 1674 og 15.000 i 1689.
Fra 1689 til 1713 blev de franske nybyggere konfronteret med næsten uophørlig krig under de fransk-indianske krige. Fra 1689 til 1697 kæmpede de mod briterne i den Pfalziske Arvefølekrig. Krigen mod Irokeserfødereationen fortsatte selv efter Freden i Rijswijk indtil 1701, hvor de to parter blev enige om fred. Derefter overtog krigen mod englænderne i den Spanske Arvefølgekrig. I 1690 og 1711 havde Quebec By med succes modstået angrebene fra den engelske flåde og derefter den britiske hær. Dog udnyttede briterne den anden krig til deres egen fordel. Med underskrivelsen af Utrecht-traktaten i 1713 måtte Frankrig afstå Britisk Acadia (med en befolkning på 1700 mennesker), Newfoundland og Hudsonbugten. Under Selvstændighedsrådet voksede befolkningen i kolonien hurtigere. Befolkningsvæksten var imidlertid langt underlegen i forhold til de britiske tretten kolonier mod syd. I midten af 1700-tallet havde Ny Frankrig for 60.000 indbyggere, mens de britiske kolonier havde mere end en million. Dette placerede kolonien i en stor militær ulempe mod briterne. Krigen mellem kolonierne genoptoges i 1744 og varede indtil 1748. En sidste og afgørende krig begyndte i 1754. Fransk-canadiere og franskmændene blev hjulpet af adskillige alliancer med indfødte amerikanere, men de var normalt i undertal på slagmarken.

### Louisiana
Den 17. maj 1673 begyndte opdagelsesrejsende Louis Jolliet og Jacques Marquette at udforske Mississippi-floden, der kendes af Sioux som does Tongo, eller til Miami-Illinois-sprogstammen som missisipioui (den store flod). De nåede ud til mundingen af Arkansas og derefter op ad floden, efter at de fik at vide, at den flød ind i Mexicogolfen og ikke til havet ved Californien (Stillehavet).
Cavelier de la Salle og italieneren Henri de Tonti rejse i 1682 ned af Mississippi-floden til dens delta. De rejste fra Fort Crevecoeur ved Illinois-floden sammen med 23 franskmænd og 18 indfødte. I april 1682 ankom de til Mississippi-flodens munding; de plantede et kors og en søjle med Frankrigs konges våbenskjol. 6 mænd blev efterladt nær Quapaw-landsbyen Osotouy af de Tonit, og de skabte bosættelsen Arkansas Post. Bosættelsen den første europæiske bosættelse i Lower Mississippi River Valley. La Salle vendte tilbage til Frankrig og overtalte Marineministeren til at give ham kommandoen over Louisiana. Han troede, at det var tæt på Ny Spanien ved at tegne et kort, hvor Mississippi syntes meget længere vest end dens faktiske afstand. Han oprettede en maritim ekspedition med fire skibe og 320 emigranter, men det endte i en katastrofe, da han ikke lykkedes at finde Mississippi-deltaet og døde i 1687.
I 1698 forlod Pierre LeMoyne d'Iberville La Rochelle og udforskede området omkring mundingen af Mississippi. Han stoppede mellem Isle-aux-Chats (nu Cat Island) og Isle Surgeres (omdøbt Isle-aux-Vascular eller Ship Island) den 13. februar 1699 og fortsatte sine udforskninger til fastlandet med sin bror Jean-Baptiste Le Moyne de Bienville til Biloxi. Han byggede et usikkert fort, kaldet 'Maurepas' (senere 'Gamle Biloxi'), før han vendte tilbage til Frankrig. Han vendte tilbage to gange til Mexicogolfen og etablerede et fort ved Mobile i 1702.
Fra 1699 til 1702 var Pierre Le Moyne d'Iberville guvernør i Louisiana. Hans bror efterfulgte ham i denne stilling fra 1702 til 1713. Han blev igen guvernør fra 1716 til 1724 og igen 1733 til 1743. I 1718 befalede Jean-Baptiste Le Moyne de Bienville en fransk ekspedition i Louisiana. Han grundlagde byen New Orleans i hyldest til regenten Filip af Orléans. Arkitekten Adrian de Pauger tegnede den ortogonale plan for Old Square.

#### Indvandring
I 1718 var der kun 700 europæere i Louisiana. Mississippi Company sørgede for, at skibe kunne bringe 800 flere, der landede i Louisiana i 1718 og derved fordoblede antallet af europærere. John Law opfordrede tyskere, især tyskere fra Alsace-regionen, der for nylig var faldet under fransk styre, og schweizerne til at emigrere.
Kriminelle fanger blev løsladt i Paris i september 1719 og derefter under forudsætning af, at de giftede sig med prostituerede og tog med dem til Louisiana. De nygifte par blev lænket sammen og ført til indskibningshavnen. I maj 1720, efter klager fra Mississippi Company og koncessionærer om denne klasse af franske immigranter, forbød den franske regering sådanne deportationer. Der var dog en tredje forsendelse af fanger i 1721.

### Opløsning
Den sidste franske og indianske krig resulterede i opløsningen af Ny Frankrig, hvor Canada blev afstået til Storbritannien og Louisiana til Spanien. Kun øerne Saint-Pierre og Miquelon er stadig i franske hænder.
I 1802 gav Spanien Louisiana tilbage til Frankrig, men Napoleon solgte det til USA i 1803. Franskmændene efterlod mange stednavne (Illinois, Vermont, Bayou og så vider) og etnonymer (Sioux, Coeur d'Alene, Nez Percé) i Nordamerika.

## Vestindien
En større fransk bosættelse lå på øen Hispaniola, hvor Frankrig etablerede kolonien Saint-Domingue på den vestlige tredjedel af øen i 1664. Saint-Domingue, der blev kaldet "Antillernes Perle", blev den rigeste koloni i Caribien på grund af slaveplantager med produktion af sukkerrør. Kolonien havde den højeste slavedødelighed på den vestlige halvkugle. Et slaveoprør i 1791, det eneste nogensinde succesrige slaveoprør, begyndte den Haitiske revolution, førte til frihed for koloniens slaver i 1794 og et årti senere fuldstændig uafhængighed fra landet, som omdøbte sig til Haiti. Frankrig styrede også kort den østlige del af øen, der nu er den Dominikanske Republik.
I løbet af 1600- og 1700-tallet regerede Frankrig meget af de Små Antiller på forskellige tidspunkter. Øer, der kom under fransk styre i en del af eller hele denne tid, inkluderer Dominica, Grenada, Guadeloupe, Marie-Galante, Martinique, Saint-Barthélemy, Sankt Croix, Saint Kitts, Saint Lucia, Saint Martin, Saint Vincent og Tobago. Kontrol med mange af disse øer blev bestridt mellem franskmænd, briter og hollændere; Saint Martin var delt i to, hvilket den fortsat er i dag. Storbritannien erobrede nogle af Frankrigs øer under Syvårskrigen fra 1756-63  og Napoleonskrigene. Efter sidstnævnte konflikt bevarede Frankrig kontrol over Guadeloupe, Martinique, Marie-Galante, Saint-Barthélemy og dets del af saint Martin; alle øer er fortsat en del af Frankrig i dag. Guadeloupe (inklusive Marie-Galante og andre nærliggende øer) og Martinique er hver et oversøisk departement i Frankrig, mens Saint Barthélemy og Saint Martin blev et oversøisk forvaltningsområde i Frankrig i 2007.

## Sydamerika

### Brasilien
France Antartique var en fransk koloni syd for Ækvator, i Rio de Janeiro, Brasilien, der eksisterede mellem 1555 og 1567, og havde kontrol over kysten fra Rio de Janeiro til Cabo Frio. Kolonien blev hurtigt et tilflugtssted for huguenoterne og blev til sidst ødelagt af portugiserne i 1567. Den 1. november 1555 førte den franske viceadmiral Nicolas Durand de Villegaignon (1510–1575), katolsk ridder af Malteserordnen, en mindre flåde på to skibe med 600 soldater og nybyggere til øen Serigipe i Guanabara-bugten, ud for nutidens Rio de Janeriro, hvor de byggede fortet Fort Coligny. Fortet blev opkaldt efter Gaspard de Coligny (på daværende tidspunkt en katolsk statsmand, der ca. et år senere blev huguenot), en admiral, der støttede ekspeditionen og ville bruge kolonien for at beskytte hans menighed. Til den stadig stort set uudviklede fastlandsby gav Villegaignon navnet Henriville til ære for Henrik 2 af Frankrig, som også kendte til og godkendte ekspeditionen og havde stillet flåden til rådighed. Villegaignon sikrede sig sin position ved at indgå en alliance med Tamoio- og Tupinambá-indianerne i regionen, som kæmpede for portugiserne.

#### Calvinisternes ankomst i 1557
Villegaignon var stort ikke udfordret af portugiserne, det til at starte med ikke tog meget notits af hans ankomst, og han forsøgte at udvide kolonien ved at hente flere kolonister i 1556. Han sendte et af sine skibe, Grande Roberge, til Honfleur, med breve til Henrik 2. af Frankrig, Gaspard de Coligny og, ifølge nogle beretninger, den protestantiske leder John Calvin. Efter at et skib blev sendt til Frankrig for at bede om yderligere støtte, blev tre skibe finansieret og forberedt af kongen af Frankrig og sat under kommando af Sieur De Bois le Comte, en nevø af Villegagnon. De blev sammen med 14 calvinister fra Genève, ledet af Philippe de Corguilleray, herunder teologerne Pierre Richier og Guillaume Chartrier. De nye kolonister, der talte omkring 300, omfattede 5 unge kvinder, der skulle gifte sig, 10 drenge, der skulle trænes som oversættere, samt 14 calvinister sendt af Calvin, og også Jean de Léry, der senere skrev en beretning om kolonien. De ankom i marts 1557.
Hjælpeflåden var sammensat af:
- Petite Roberge, med 80 soldater og sejlere ledet af viceadmiral Sieur De Bois le Comte;
- Grande Roberge, med omkring 120 ombord, anført af Sieur de Sainte-Marie dit l'Espine;
- Rosée, med omkring 90 mennesker ledet af kaptajn Rosée.

Trosmæssige tvister opstod mellem Villegagnon og kalvinisterne, især i relation til nadveren, og i oktober 1557 blev calvinisterne forvist fra øen Coligny som resultat. De bosatte sig blandt Tupinamba-stammen indtil januar 1558, hvor nogle af dem formåede at vende tilbage til Frankrig med skib sammen med Jean de Léry, og fem andre valgte at vende tilbage til øen Coligny, hvor tre af dem blev druknet af Villegagnon for at nægte at omvende sig.

#### Portugisisk intervention
I 1560 modtog Mem de Sá, den nye generalguvernør i Brasilien, fra den portugisiske regering en odre om at udvise franskmændene. Med en flåde på 26 krigsskibe og 2.000 soldater angreb og ødelagde han Fort Coligny den 15. marts 1560 på tre dage, men var ikke i stand til at fjerne deres indbyggere og forsvarere, fordi de undslap til fastlandet ved hjælp af de indfødte brasilianere, hvor de fortsatte med at bo og arbejde. Admiral Villegaignon var vendt tilbage til Frankrig i 1558, væmmet over den religiøse spænding der eksisterede mellem franske protestanter og katolikker, der også var kommet med den anden gruppe. Opfordret af to indflydelsesrige jesuittiske præster, der var kommet til Brasilien med Mem de Sá, ved navn José de Anchieta og Manuel da Nóbrega, og som havde spillet en stor rolle i at pacificere Temoios-stammen, beordrede Mem de Sá sin nevø, Estácio de Sá, til at samle en ny angrebsstyrke. Estácio de Sá grundlagde byen Rio de Janeiro den 1. marts 1565 og kæmpede for franskmændene i to år til. Hjulpet af en militær forstærkning sendt af sin onkel den 20. januar 1567 gav han de franske styrker et endeligt nederlag og udviste dem beslutsomt fra Brasilien, men han døde en måned senere af skader påført i slaget. Colignys og Villegaignons drøm varede i 12 år.

### Ækvatorial Frankrig
Ækvatorial Frankrig var det daværende navn, der blev givet til Frankrigs koloniseringsbestræbelser i det 17. århundrede i Sydamerika omkring ækvator, før "tropisk" fuldt ud havde fået sin moderne betydning. Ækvatorial betyder på latin "af lige nætter", dvs. på ækvator, hvor varigheden af dage og nætter er næsten den samme året rundt. Det franske koloniimperium omfattede derfor Nouvelle France i Nordamerika, især omkring Quebec, Canada, og i en meget kort periode (12 år) også France Antarctique i nutidens Rio de Janeiro, Brasilien. Alle disse bosættelser var i strid med den pavelige bulle af 1493, der delte Den Nye Verden mellem Spanien og Portugal. Denne opdeling blev senere defineret mere nøjagtigt i Tordesillas-traktaten.

### Historie om France Équinoxiale
France Équinoxiale startede i 1612, da en fransk ekspedition forlod Cancale, Bretagne, Frankrig, under kommando af Daniel de la Touche, Seigneur de la Ravardière og François de Razilly, admiral. Med 500 kolonister ankom den til den nordlige kyst i det, der i dag er den brasilianske stat Maranhão. De la Ravardière havde opdaget regionen i 1604, men kongens død udsatte hans planer for at starte dens kolonisering. Kolonisterne grundlagde snart en landsby, der blev navngivet "Saint-Louis", til ære for den franske konge Ludvig 9. af Frankrig. Dette blev senere São Luís på portugisisk, den eneste brasilianske statshovedstad grundlagt af Frankrig. Den 8. september bad Capuchin-menigheden i den første gudstjerne, og soldaterne begyndte at bygge en fæstning. En vigtig forskel i forhold til France Antarctique er, at denne nye koloni ikke var motiveret af flugt fra religiøse forfølgelser af protestanter. Kolonien varede ikke længe. En portugisisk hær samlet i kaptajnen i Pernambuco under kommando af Alexandre de Moura var i stand til at opsætte en militær ekspedition, som besejrede og uddrev de franske kolonister i 1615, mindre end fire år efter deres ankomst til landet. Således gentog den katastrofen, der også gjorde sig gældende for kolonisterne i France Antarctique i 1567. Få år senere, i 1620, ankom portugisiske og brasilianske kolonister, og São Luís begyndte at udvikle sig med en økonomi, der hovedsageligt var baseret på sukkerrør og slaveri.
Franske handlende og kolonister forsøgte igen at bosætte et fransk Équinoxiale længere mod nord, i det, der i dag er Fransk Guyana, i 1626, 1635 (da hovedstaden, Cayenne, blev grundlagt) og 1643. To gange blev et Compagnie de la France équinoxiale grundlagt i 1643 og 1645, men begge gik konkurs som et resultat af ulykke og dårlig forvaltning. Det var først efter 1674, da kolonien kom under direkte kontrol af den franske krone og en kompetent guvernør tiltrådte, at France Équinoxiale blev en realitet. I dag er Fransk Guyana et departement i Frankrig.
Fransk Guyana blev først bosat af franskmændene i 1604, selvom dens tidligste bosættelser blev forladt i lyset af fjendtligheder fra den oprindelige befolkning og tropiske sygdomme. Bosættelsen Cayenne blev grundlagt i 1643, men blev opgivet. Den blev genoprettet i 1660'erne. Bortset fra korte besættelser fra englænderne og hollænderne i det 17. århundrede og af portugiserne i det 19. århundrede, har Guyana forblevet under fransk styre siden da. Fra 1851 til 1951 var det beliggenhed for en berygtet straffekoloni, Djævleøen (Île du Diable). Siden 1946 har Fransk Guyana været et oversøisk departement i Frankrig.

### På fransk
- Balvay, Arnaud. L'épée et la plume: Amérindiens et soldats des troupes de la marine og Louisiane et au Pays d'en Haut (1683-1763) (Presses Université Laval, 2006)
- Balvay, Arnaud. La Révolte des Natchez (Editions du Félin, 2008)
- Halford, Peter Wallace og Pierre-Philippe Potier. Le français des Canadiens à la veille de la conquête: témoignage du père Pierre Philippe Potier, SJ. (Presses de l'Université d'Ottawa, 1994)
- Moussette, Marcel & Waselkov, Gregory A: Archéologie de l'Amérique coloniale française. Lévesque éditeur, Montréal 2014. ISBN 978-2-924186-38-1 ISBN   978-2-924186-38-1 (tryk); ISBN 978-2-924186-39-8 (e- )